# Eremiaphila nilotica
Eremiaphila nilotica är en bönsyrseart som beskrevs av Henri Saussure 1871. Eremiaphila nilotica ingår i släktet Eremiaphila och familjen Eremiaphilidae. Inga underarter finns listade i Catalogue of Life.